# Muangai
Muangai est une localité du Cameroun, située dans l'arrondissement de Buéa, le département du Fako et la région du Sud-Ouest.

## Population
En 1963, Muangai avait 42 habitants. En 1968, Muangai comptait 36 habitants, principalement des Bakweri. Lors du recensement de 2005, on a dénombré 954 personnes.